# Corralillo (Cuba)
Corralillo è un comune di Cuba, situato nella provincia di Villa Clara.